# Konviktstraße (Freiburg im Breisgau)

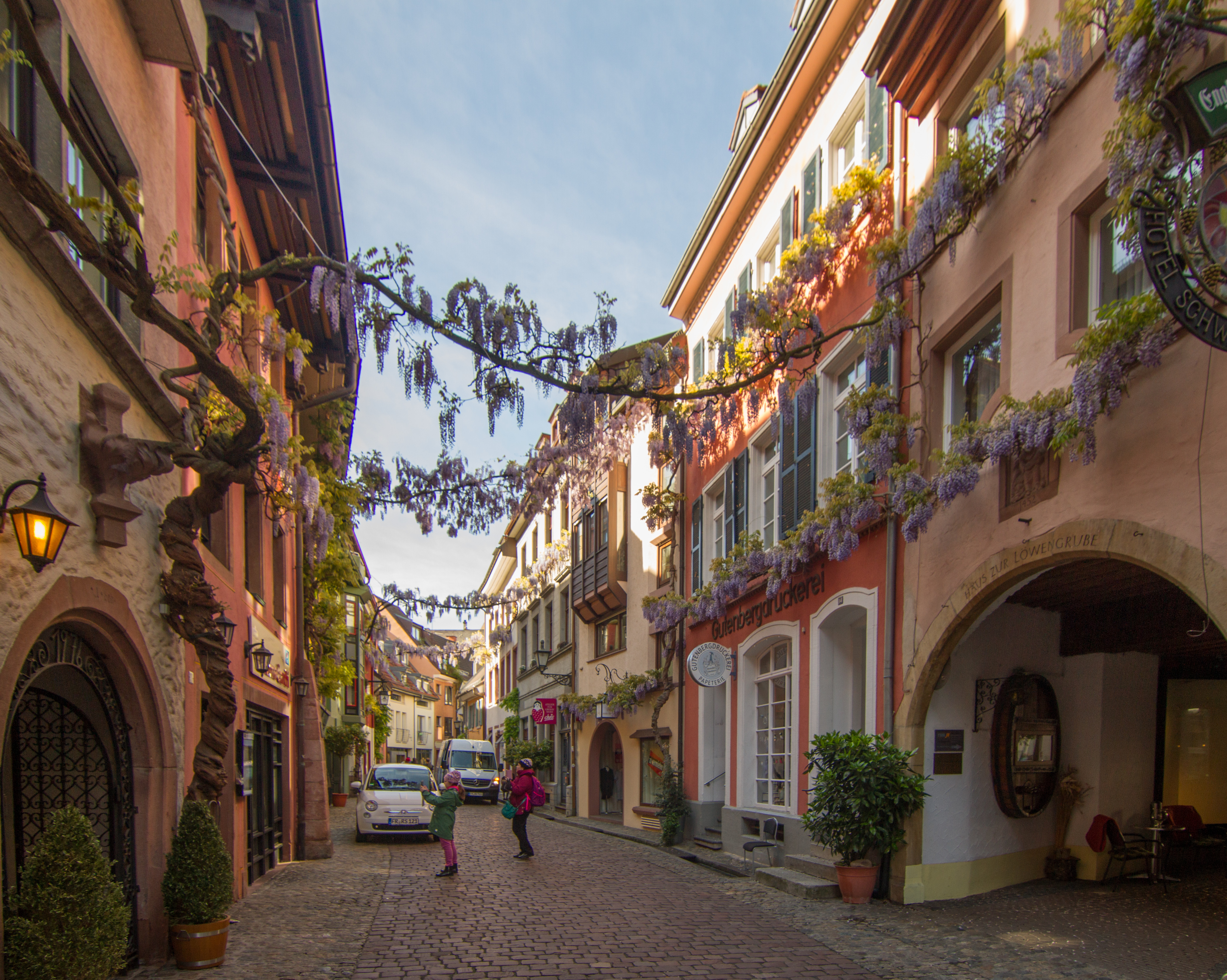
Konviktstraße (2017)

Die Konviktstraße ist eine alte und ehemalige Handwerkerstraße in der Altstadt der Universitätsstadt Freiburg im Breisgau. Sie befindet sich zwischen dem Schwabentor und der Schoferstraße. 

## Geschichte
Die Straße hieß ursprünglich Hintere und Vordere Wolfshöhle, später dann aber nur noch Wolfshöhle. Erst im Mittelalter wurde sie zu einer der lebendigsten und wichtigen Straßen der Stadt, wo sich viele Handwerker ansiedelten. Im Jahr 1854 wurde sie in „Konviktstraße“ umbenannt.
Im Zweiten Weltkrieg, während der Operation Tigerfish am 27. November 1944, wurde die Straße zerstört und erst ab 1972 saniert. Seitdem gilt die Straße auch überregional als ein Musterbeispiel für Straßen- und Altstadtsanierung.

## Touristische Bedeutung
Die Konviktstraße zählt zu den Hotspots der Stadt, sowohl für die Bewohner der Stadt als auch für Touristen. In den historischen Häusern befinden sich heute viele Gasthäuser/Restaurants, Cafés und Souvenirläden. Die städtische Freiburg Wirtschaft Touristik und Messe bezeichnet die Konviktstraße als „Freiburgs schönstes Gässle“. Die öffentliche Rezeption schwankt zwischen „Vorzeigeprojekt“ und „Retorten-Idylle“.